# Producte de desintegració
En física nuclear, el producte de desintegració radioactiva o descendent radioactiu, és el núclid que resulta d'un procés de desintegració radioactiva.
La major part dels productes de desintegració són al seu torn radioactius (radiòisotops), per la qual cosa generalment es produïxen processos de desintegració successius, seguint una cadena de desintegració, fins que s'obté un isòtop estable. Per elements de nombre atòmic superior al del plom, gairebé sempre s'obtenen com a productes de desintegració finals isòtops estables del plom.
Conèixer amb exactitud, les cadenes de desintegració, és molt important per a la gestió adequada dels residus nuclears.